# Гедоністична адаптація

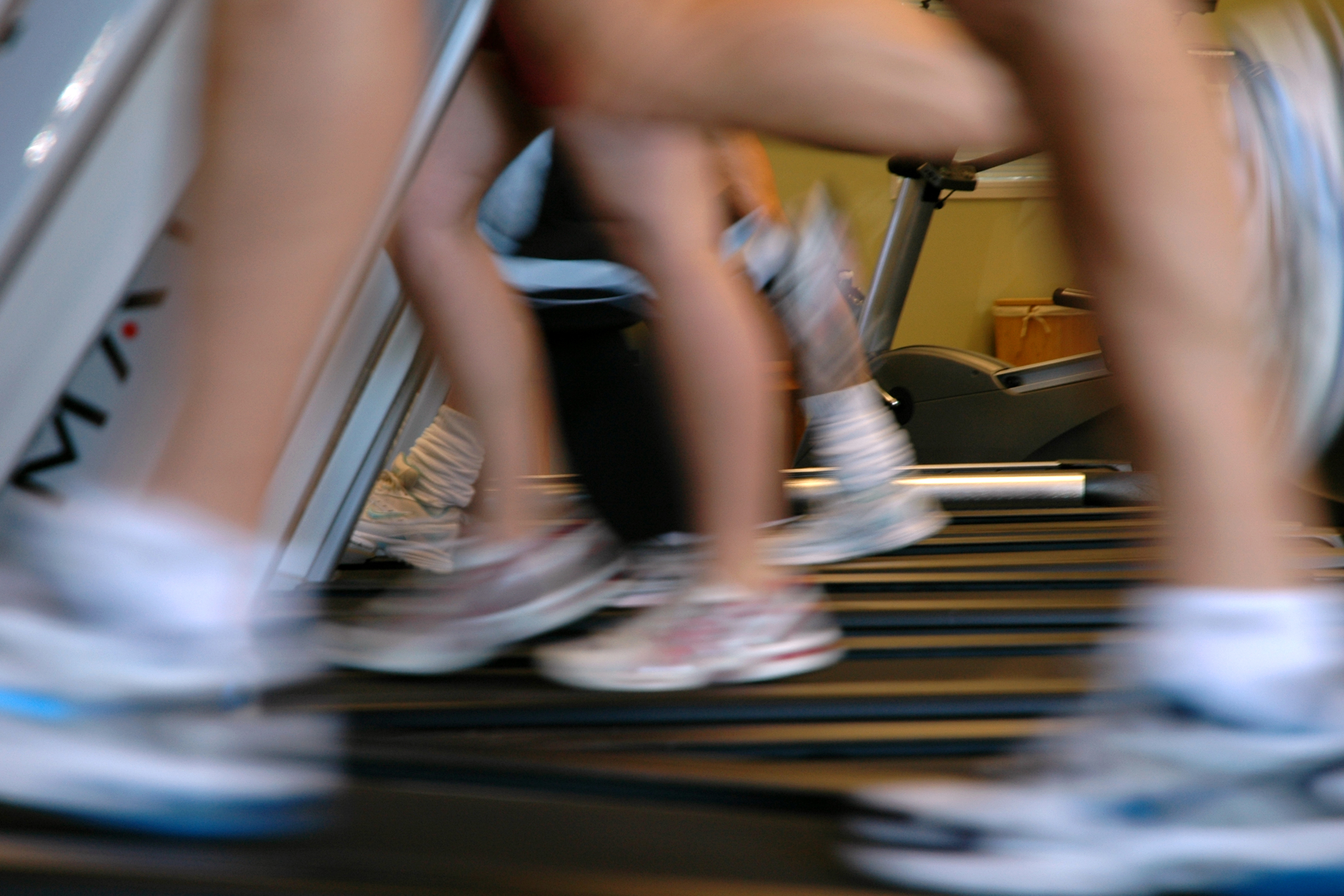
На біговій доріжці

Гедоністична адаптація (або гедоністична бігова доріжка) — передбачувана тенденція людей триматися на відносно стабільному рівні щастя, а також швидко повертатися до цього рівня після серйозних позитивних чи негативних подій або змін в житті. Вивчається в позитивній психології.

## Теорія
Відповідно до цієї теорії, коли людина заробляє більше грошей, її очікування та бажання зростають в тандемі, що призводить до відсутності постійного збільшення щастя. Брикман та Кемпбелл запровадили цей термін у своєму есе «Гедоністичний релятивізм і планування доброго суспільства» (1971). Наприкінці 1990-х ця концепція була змінена британським психологом Майклом Ейсенком на нинішню «Гедоністичну теорію бігової доріжки», яка порівнює прагнення до щастя з людиною на біговій доріжці, яка повинна продовжувати працювати, щоб просто залишатися на тому ж місці.

## Практичні наслідки
Людина швидко звикає до своїх обставин, особливо позитивних. Тому незалежно від того, якого рівня реального успіху вона досягла в житті, їй завжди хочеться більше. Саме тому багаті люди не набагато щасливіші за бідних, і навіть найбідніші люди можуть бути дуже щасливими. Позитивні зміни в житті можуть тимчасово підвищити рівень щастя, але більшість людей незмінно повертаються назад на свій нормальний рівень щастя.